# Donauwörth
Donauwörth er administrationsby i Landkreis Donau-Ries i Regierungsbezirk Schwaben i den tyske delstat Bayern.

## Geografi
Donauwörth liggere i den nordlige del af Schwaben, hvor floderne Wörnitz, Zusam, Kessel og Schmutter munder ud i Donau. Cirka 12 km øst for Donauwörth munder også floden Lech ud i Donau. Byen ligger på en østlig udløber af Schwäbische Alb.
Byen ligger mellem München og Nürnberg, 46 km nord for Augsburg.

### Inddeling
Til Donauwörth hører ud over hovedbyen, blandt andre landsbyerne , Auchsesheim, Berg, Felsheim, Nordheim, Parkstadt, Riedlingen, Schäfstall, Wörnitzstein, Zirgesheim og Zusum.

## Historie
Under trediveårskrigen var byen besat af svenske tropper 1632-1634. Under den Spanske Arvefølgekrig stod et stort slag ved Schellenberg i nærheden af byen, 2. juli 1704, også kendt som Slaget ved Donauwörth.